# 山口豊
山口 豊（やまぐち ゆたか、1967年10月22日 - ）は、テレビ朝日のエグゼクティブアナウンサー。

## 来歴
埼玉県立浦和高等学校、早稲田大学商学部を卒業。
1990年に日本航空の京都支店へ入社するも、半年くらいたった頃から何かが違うと強く感じ、働きながら週末は東京のアナウンススクールに通って猛勉強し、1992年にテレビ朝日に合格してアナウンサーになる。テレビ朝日入社後は『お昼のN天ワイド』などの報道番組で活躍し、『スーパーJチャンネル』の生活情報局のリポーター（豊口めぐみ、萩野志保子、川北桃子、飯村真一、富川悠太らも含む）を務めた。
2000年10月から2006年3月まで平日昼の『ANNニュース』を担当し、2006年4月から2014年3月まで『スーパーJチャンネル』の週末版のメインキャスターを務めた。
2006年から10年間、報道ステーションの現場リポーターを務めた。
地球温暖化やSDG関連の取材、執筆、番組企画など
- 氷床の溶けゆく北極圏のグリーンランドや、海面上昇の被害に苦しむ太平洋のマーシャル諸島など、温暖化問題の最前線を取材。
- 気候変動対策であり、地域再生策でもある、再生可能エネルギーの取材を日本全国や世界を巡り続けている。
- 2020年2月、初の著書『「再エネ大国 日本」への挑戦』を上梓。
- 2022年11月、2冊目の著書『成長戦略としての「新しい再エネ」』を上梓。
- 環境省気候変動対策検討小委員会委員、環境省中央環境審議会総合政策部会臨時委員を務めるなど、気候変動と再生可能エネルギーに詳しい。
- 2023年9月、自ら企画取材した特別番組、SDGsスペシャル「再エネ革命！ニッポンの挑戦」を放送。若者を中心に支援の輪が広がり、番組をパブリックビューイングするイベントが渋谷で開催された。
- YouTube「山口豊アナが見たSDGs最前線」は100万回再生を超えている。

## 現在の出演番組
- はい!テレビ朝日です - 進行（2022年10月2日 - ）

## 過去の出演番組
報道・情報ワイドショー番組
| 期間               | 期間               | 番組名                 | 役職                                 |
| ------------------ | ------------------ | ---------------------- | ------------------------------------ |
| 1994年4月          | 1994年9月          | 邦子がタッチ           | レポーター                           |
| 1994年10月         | 1996年3月          | スーパーモーニング     | レポーター                           |
| 1996年4月          | 1997年9月          | お昼のN天ワイド        | 前半部分でのキャスター               |
| 1998年10月         | 2000年9月          | スーパーJチャンネル    | 平日コーナー『生活情報局』レポーター |
| 2000年10月         | 2006年3月          | ワイド!スクランブル    | 『ANNニュース』担当キャスター        |
| 2006年4月          | 2014年3月          | スーパーJチャンネル    | 週末メインキャスター                 |
| 2006年7月          | 2016年3月          | 報道ステーション       | レポーター                           |
| 2016年4月          | 2017年3月          | スーパーJチャンネル    | 金曜日第1部でのメインキャスター      |
| 2016年4月          | 2021年3月          | スーパーJチャンネル    | 土曜日メインキャスター               |
| 2017年4月2021年4月 | 2018年3月2021年9月 | スーパーJチャンネル    | 日曜日メインキャスター               |
| 2018年10月         | 2021年3月          | 日曜スクープ（BS朝日） | メインキャスター                     |

その他
- Jリーグ中継リポーター（入社後数年間）

## 同期アナウンサー
- 岡田洋子（→編成制作局）
- 岡田真由子（→秘書課→編成制作局映画センター）